# Haruka Komiyama
Haruka Komiyama (jap. 込山 榛香 Komiyama Haruka; ur. 12 września 1998 w prefekturze Chiba) – japońska idolka i aktorka, była członkini żeńskiej grupy idolek AKB48.

## Życiorys
Komiyama urodziła się 12 września 1998 roku w prefekturze Chiba. W 2013 roku w wieku 14 lat pomyślnie przeszła przesłuchanie do 15. generacji AKB48. Zadebiutowała na singlu „High Tension”, który wydano w listopadzie 2016 roku, a pod koniec 2017 roku za sprawą reorganizacji została kapitanem Teamu K.
9 kwietnia 2019 roku otrzymała podziękowanie w formie certyfikatu od Komendy Głównej Policji Prefektury Chiba za rolę modelki na plakacie edukacyjnym, który miał na celu propagowanie poprawnego korzystania z numerów alarmowych.
8 grudnia 2021 roku poinformowano o reorganizacji grupy, a także, że Komiyama dołączy do Teamu A, ustępując ze stanowiska kapitana Teamu K.
Komiyama ogłosiła swoje ukończenie członkostwa podczas występu „Boku no Taiyou” w teatrze AKB48 w Tokio 30 sierpnia 2024 roku.
Patrząc wstecz na swoje działania w ciągu ostatnich 11 lat, powiedziała:

„Czuję, że zrobiłam wszystko, co mogłam, w ramach moich działań w AKB48. W pełni cieszyłam się życiem idolki!”.

Dodając:

„Po zakończeniu mojej roli kapitana Teamu K miałam więcej czasu, aby pomyśleć o swojej przyszłości i jestem bardzo szczęśliwa, że zdecydowałam się na nową ścieżkę po zdobyciu tak wielu doświadczeń”.

28 lutego 2025 roku, po upływie 12 lat od debiutu miała miejsce ceremonia ukończenia członkostwa Komiyamy w grupie AKB, występ odbył się w teatrze AKB48 w Akihabarze, Tokio.
Po wykonaniu w sumie 10 utworów, Komiyama ocierając łzy wyznała:

„Przeżyłam wiele i doznałam mnóstwa emocji po dołączeniu do AKB48. Frustracja związana z brakiem wyboru, presja, której doświadczałam po wyborze i jako kapitan. Moje troski nie miały końca. Ale zaszłam tak daleko dzięki wszystkim moim fanom. Nigdy nie żałowałam dołączenia do AKB48".

Wspominając swoje działania jako idolka, powiedziała:

„Dano mi dużo swobody. Ale i powiedziano, żebym nie traktowała AKB48 jak swojej prywatnej własności. Lecz myślę, iż potęgą AKB jest brak ograniczeń. Ufam, że AKB dalej będzie grupą, gdzie każda osoba może zgłaszać własne pomysły i być wspierana w nich”.

Jej pierwsza fotoksiążka została wydana 7 marca 2025 roku przez wydawnictwo Kadokawa. Fotografie do niej powstały w mieście Miyakojima, położonym na wyspach Miyako, w prefekturze Okinawa.
Komiyama oznajmiła, że jej pragnieniem było wydanie albumu fotograficznego i dodała:

„To fotoksiążka, o której zawsze marzyłam... Dałam z siebie wszystko! Możecie być w szoku, gdy zobaczycie zawartość, ale mam nadzieję, że czekacie na ten pikantny album ze zdjęciami, którym chłopcy i dziewczęta będą mogli w pełni się rozkoszować”.

## Filmografia

### Dramy
| Rok  | Tytuł                                                                         | Rola                  | Stacja telewizyjna | Uwagi             |
| ---- | ----------------------------------------------------------------------------- | --------------------- | ------------------ | ----------------- |
| 2015 | Majisuka Gakuen 5 (マジすか学園5)                                             | Agohime               | NTV                | Sezon 5, odc. 3   |
| 2016 | AKB48 Sousenkyo Scandal the Akiba Papers (AKB48総選挙スキャンダル アキバ文書) | Haruka Komiyama       | Amazon Prime       | We własnej osobie |
| 2016 | Kyabasuka Gakuen (キャバすか学園)                                             | Isoginchaku / Ikizama | NTV                |                   |
| 2022 | AKB48 no Uta (AKB48の歌)                                                      | Haruka                | Hikari TV          | Odc. 1 i 2        |

### Filmy
| Rok  | Tytuł | Rola            | Uwagi             |
| ---- | --- | --------------- | ----------------- |
| 2014 | Documentary of AKB48: The Time Has Come (DOCUMENTARY of AKB48 The time has come 少女たちは、今、その背中に何を想う？) | Haruka Komiyama | We własnej osobie |
| 2016 | 存在する理由 Documentary of AKB48 (存在する理由 Documentary of AKB48)                                                 | Haruka Komiyama | We własnej osobie |
| 2021 | Renai Reality Show (恋愛リアリティーショー)                                                                           | Yuki Nakagami   | Główna rola       |
| 2021 | Tales Of The Undeparted (未成仏百物語～AKB48 異界への灯火寺～)                                                        | Asami Togashi   | Główna rola       |
| 2023 | Nibiiro Chocolaville: Biennale (鈍色ショコラヴィレ ビエンナーレ)                                                      | Ran             |                   |